# 1983年の台風
1983年の台風（1983ねんのたいふう、太平洋北西部で発生した熱帯低気圧）のデータ。台風の発生数は23個であった。
この年の台風1号の発生日時は、1951年の統計開始以降4番目に遅かった。

## 台風の日本接近数（ランキング）
| 接近数が多い年 | 接近数が多い年                                   | 接近数が多い年 | 接近数が少ない年 | 接近数が少ない年                          | 接近数が少ない年 |
| 順位           | 年                                               | 接近数         | 順位             | 年                                        | 接近数           |
| -------------- | ------------------------------------------------ | -------------- | ---------------- | ----------------------------------------- | ---------------- |
| 1              | 2004年 1966年 1960年                             | 19             | 1                | 1973年                                    | 4                |
| 4              | 2012年                                           | 17             | 2                | 1995年                                    | 5                |
| 5              | 2018年 1955年                                    | 16             | 3                | 1977年                                    | 6                |
| 7              | 2019年 2000年 1997年 1994年 1965年 1961年 1958年 | 15             | 4                | 2020年 2010年 1983年 1979年               | 7                |
|                |                                                  |                | 8                | 2017年 2009年 1998年 1969年 1964年 1951年 | 8                |

## 月別の台風発生数
| 1月 | 2月 | 3月 | 4月 | 5月 | 6月 | 7月 | 8月 | 9月 | 10月 | 11月 | 12月 | 年間 |
| --- | --- | --- | --- | --- | --- | --- | --- | --- | ---- | ---- | ---- | ---- |
|     |     |     |     |     | 1   | 3   | 5   | 2   | 5    | 5    | 2    | 23   |

## 「台風」に分類されている熱帯低気圧

### 台風1号（サラ）
198301・01W
統計史上4番目に遅く発生した台風1号である。

### 台風2号（チップ）
198302・02W・オウリング

### 台風3号（ヴェラ）
198303・03W・ベベン

### 台風4号（ウェイン）
198304・04W・カトリング

### 台風5号（アビー）
198305・05W・ディディン

### 台風6号（ベン）
198306・07W

### 台風7号（カルメン）
198307・06W・イタン

### 台風8号（ドム）
198308・08W・ジェニン

### 台風9号（エレン）
198309・10W・ヘルミン

### 台風10号（フォレスト）
198310・11W・アイシン

### 台風11号（ジョージア）
198311・12W・ラディン

### 台風12号（ハーバート）
198312・13W・ネネン

### 台風13号（アイダ）
198313・14W・オニアン

### 台風14号（ジョー）
198314・15W・ペパン

### 台風15号（キム）
198315・16W・ロシン

### 台風16号（レックス）
198316・17W・シサン

### 台風17号（マージ）
198317・18W・ウリン

### 台風18号（ノリス）
198318・19W

### 台風19号（オーキッド）
198319・20W・ウォーリング

### 台風20号（パーシー）
198320・21W・ヤヤン

### 台風21号（ルース）
198321・22W・アディン

### 台風22号（スペリー）
198322・23W・バラン

### 台風23号（セルマ）
198323・24W・クリシング